# Benedicto Caldarella
Benedicto Caldarella is een Argentijns voormalig auto- en motorcoureur.
Benedicto Caldarella reed motorraces in Zuid-Amerika, maar toen in het seizoen 1961 voor het eerst het wereldkampioenschap wegrace naar Argentinië kwam, kwamen er nauwelijks privérijders over omdat de reis te duur was. Ook de fabrieksteams lieten het afweten, met uitzondering van Honda, dat een delegatie stuurde, vooral ter ondersteuning van Tom Phillis, die nog wereldkampioen in de 125cc-klasse kon worden. Voor de 250cc-race kreeg Caldarella de beschikking over een fabrieks-Honda RC 162, maar hij viel tijdens die race uit. 
In het seizoen 1962 reed hij als privérijder met een Matchless G50 in de GP van Argentinië. De twee Europese rijders Arthur Wheeler en Bert Schneider vielen allebei uit, zodat er alleen Zuid-Amerikanen in de race bleven. Benedicto Caldarella won deze Grand Prix. In het seizoen 1963 werd hij derde in zijn thuis-Grand Prix. Zijn broer Aldo werd in de 125cc-race met een Bultaco derde. 
In het seizoen 1964 kreeg hij de beschikking over een fabrieks-Gilera 500 4C. Dat was feitelijk een machine uit 1957, die in 1963 nieuw leven was ingeblazen toen Geoff Duke "Scuderia Duke" oprichtte. Dat team racete met deze oude machines, die nog steeds snel maar ook onbetrouwbaar waren. Nu Scuderia Duke was opgeheven kreeg Caldarella een van deze machines, waarmee hij ook aan GP's in Europa deelnam. In de GP van de Verenigde Staten maakte hij indruk door Mike Hailwood lang te volgen, tot zijn versnellingsbak stuk ging. Hij viel echter vaker stil met technische problemen. Alleen in de GP des Nations op Monza reed hij de snelste ronde en eindigde hij als tweede achter MV Agusta-rijder Mike Hailwood.
Hierna beëindigde hij zijn motorrace-carrière. Benedicto Caldarella stapte in de autoracerij. Hij racete van 1967 tot 1971 in Europa in de Formule 2, in het begin samen met Carlos Reutemann in een Brabham met sponsoring van de Automóvil Club Argentino.

## Wereldkampioenschap wegrace resultaten
(Races in cursief geven de snelste ronde aan)
| Jaar | Klasse | Team   | Motorfiets    | 1       | 2     | 3     | 4     | 5       | 6       | 7     | 8     | 9     | 10    | 11      | Punten | Plaats | Overwinningen |                                       | Wereldkampioen |
| ---- | ------ | ------ | ------------- | ------- | ----- | ----- | ----- | ------- | ------- | ----- | ----- | ----- | ----- | ------- | ------ | ------ | ------------- | ------------------------------------- | -------------- |
| 1961 | 250 cc | Honda  | Honda RC 162  | SPA -   | DUI - | FRA - | IOM - | NED -   | BEL -   | DDR - | ULS - | NAT - | ZWE - | ARG DNF | 0      | -      | 0             | Mike Hailwood, Mondial / Honda RC 162 |                |
| 1962 | 500 cc | Privé  | Matchless G50 |         |       | IOM - | NED - | BEL -   |         | ULS - | DDR - | NAT - | FIN - | ARG 1   | 8      | 5e     | 1             | Mike Hailwood, MV Agusta 500 4C       |                |
| 1962 | 500 cc | Privé  | Matchless G50 |         |       |       | IOM - | NED -   | BEL -   | ULS - | DDR - | FIN - | NAT - | ARG 3   | 4      | 11e    | 0             | Mike Hailwood, MV Agusta 500 4C       |                |
| 1964 | 500 cc | Gilera | Gilera 500 4C | VST DNF |       |       | IOM - | NED DNF | BEL DNF | DUI - | DDR - | ULS - | FIN - | NAT 2   | 6      | 8e     | 0             | Mike Hailwood, MV Agusta 500 4C       |                |

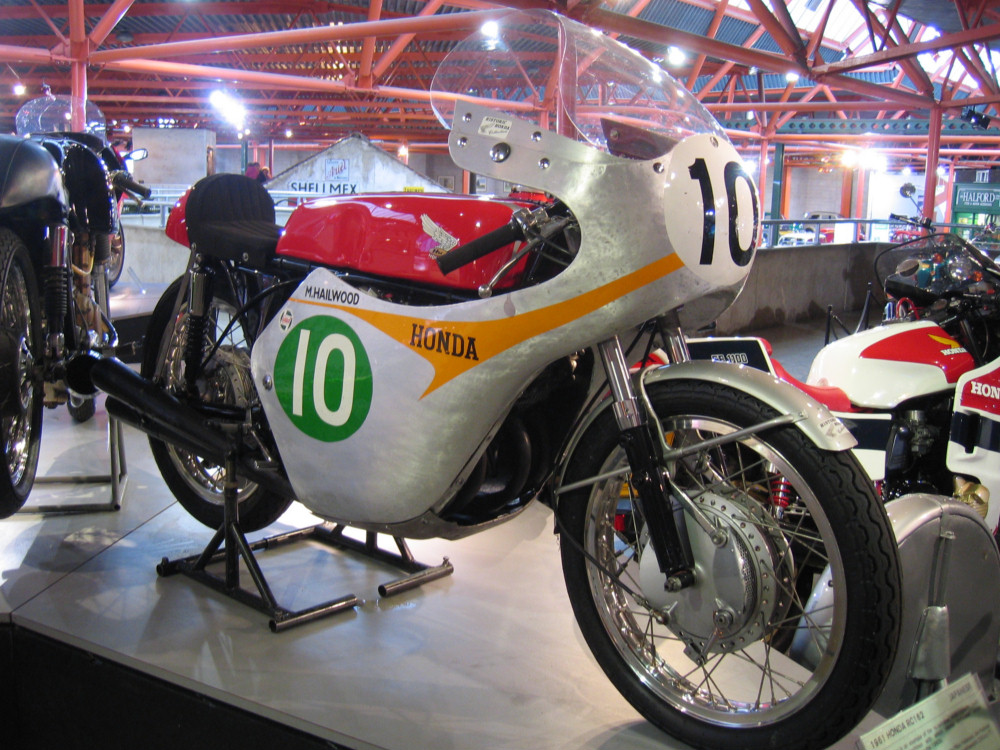
Honda RC 162
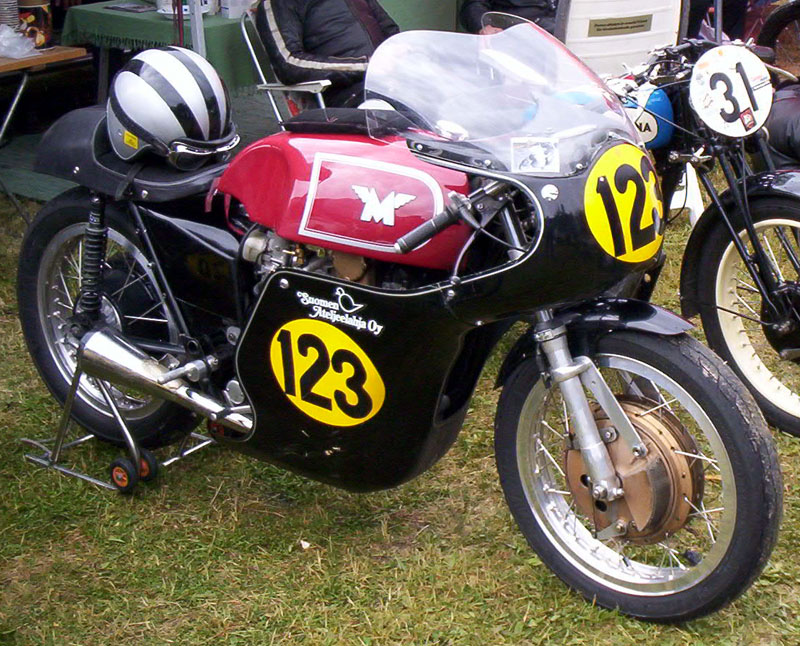
Matchless G50
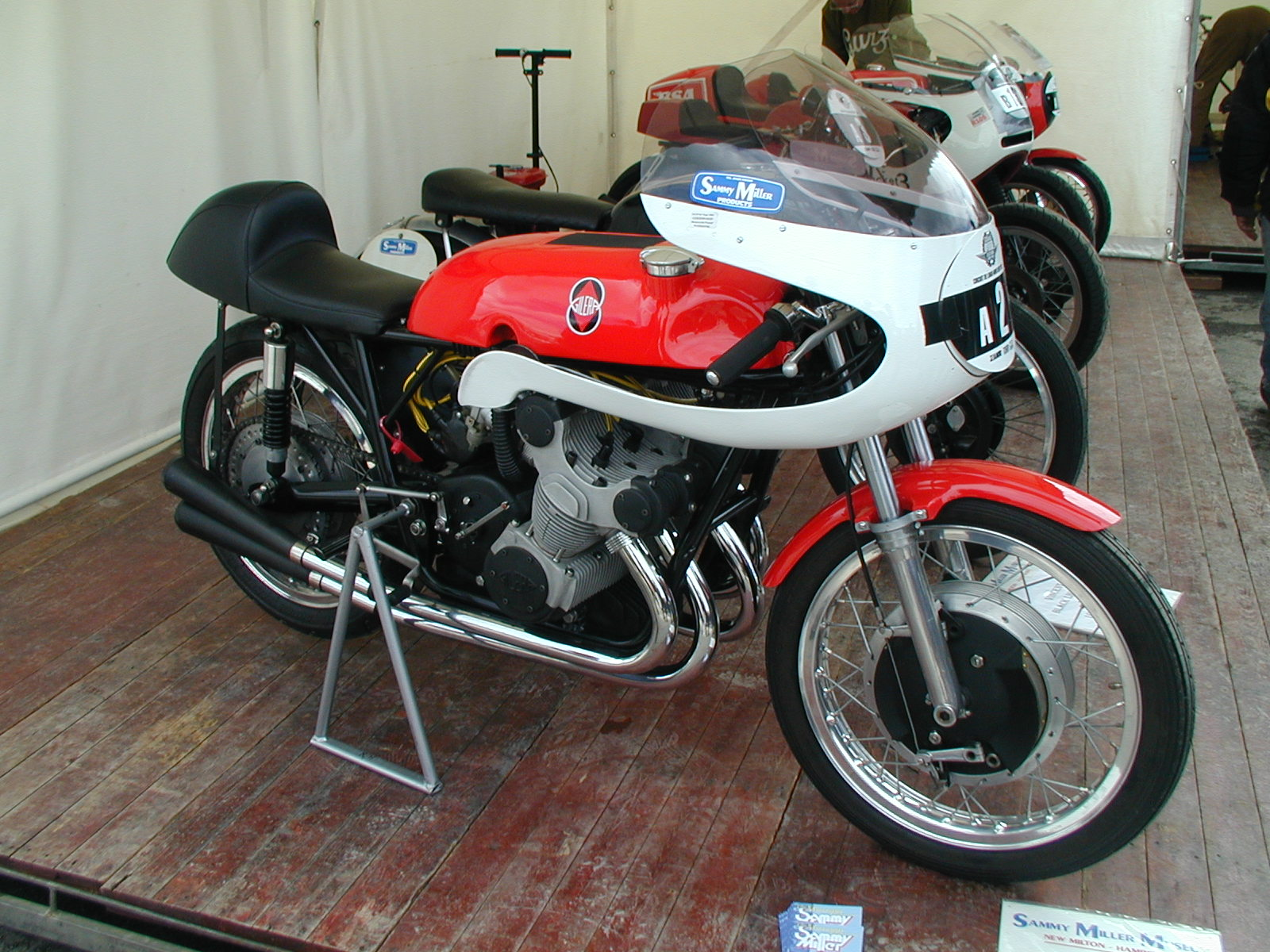
Gilera 500 4C